# Alfredo Greus Lozano
Alfredo Greus Lozano (Alginet, 29 de novembre de 1924 - 28 de setembre de 2019) fou un futbolista valencià, que va jugar com a porter al València CF, Betis, Reial Oviedo i Reial Madrid.
Com empresari, va ser el responsable de Galerías Alginet, el centre comercial de la localitat en la dècada del 1960.

## Biografia
Greus debuta a la UD Alginet, d'on és pescat pel València, debutant l'estiu del 41. No convenç al tècnic i és cedit al Saragossa, on destaca i és fitxat pel Reial Betis abans que finalitze la temporada el 1944, amb un traspàs de 100.000 pessetes. A Sevilla s'està dos temporades fins que fitxa pel Real Oviedo, on en disputa unes cinc més. Posteriorment jugaria al Reial Madrid i un any al Real Club España de Mèxic. Es retiraria a Veneçuela, jugant a La Salle.